# Pendling
Der Pendling (früher Pentling) ist ein 1563 m ü. A. hoher Berg und beliebtes Wanderziel in den Brandenberger Alpen. Er bildet die Gemeindegrenze zwischen Langkampfen und Thiersee und gilt als Kufsteiner Hausberg.
Unterhalb des Pendlings liegen auf der Inntalseite der Stimmersee und auf der Thierseetalseite der ebenfalls Thiersee genannte See. Die Gipfelaussicht reicht vom Kaisergebirge, den Kitzbüheler Alpen, Hohen Tauern und Zillertaler Alpen bis ins Inntal. Auf dem Gipfel befindet sich das privat bewirtete Pendlinghaus (auch Kufsteiner Haus) – über einen Pfad sind in wenigen Gehminuten die zwei Gipfelkreuze zu erreichen. Vom Pendling aus kann man den grasbewachsenen Grat hoch über dem Inntal über Höhlenstein, Köglhörndl und Hundsalmjoch zur Buchacker begehen.
Der Pendling gehört der tektonischen Einheit der Lechtaldecke an.

## Zugänge
- Zu Fuß von Norden: 1,5 h ab Parkplatz beim Gasthof Schneeberg oberhalb von Mitterland (Thiersee) (ausgewiesener Fußweg als Abkürzung der Forststraße).
- Zu Fuß von Süden: 3 h ab Stimmersee übers Dreibrunnenjoch.
- Von Vorderthiersee übers Dreibrunnenjoch.
- Von Hinterthiersee über den Höhlenstein mit Tiefblicken vom Grat ins Inntal.
- Die Forststraße vom Gasthof Schneeberg über die Jausenstation „Kala-Alm“ bis zum Kufsteiner Haus ist eine beliebte Mountainbike-Strecke. Im Winter dient die Straße bis zur Kala-Alm als Rodelbahn.

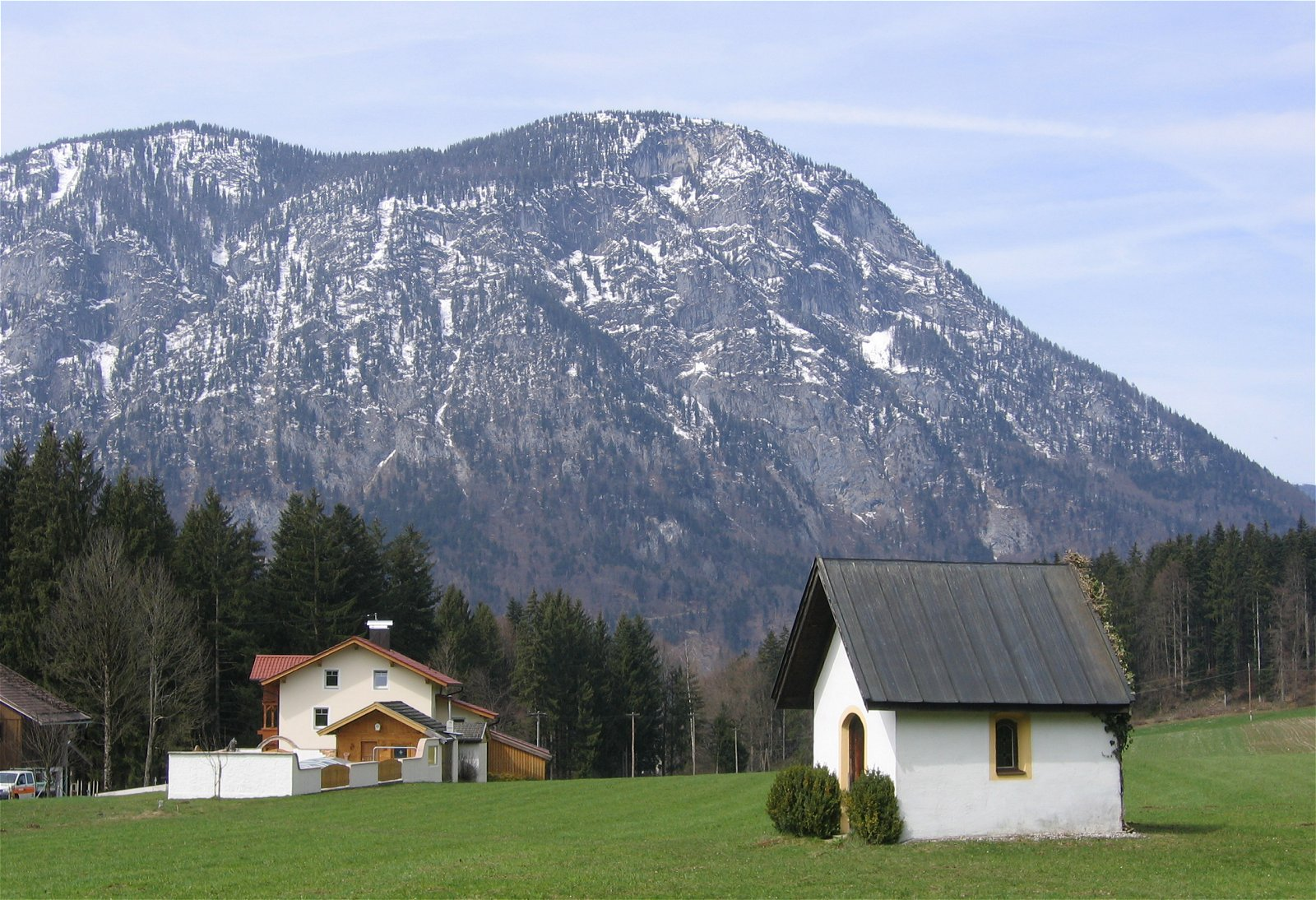
Pendling von Schwoich aus gesehen
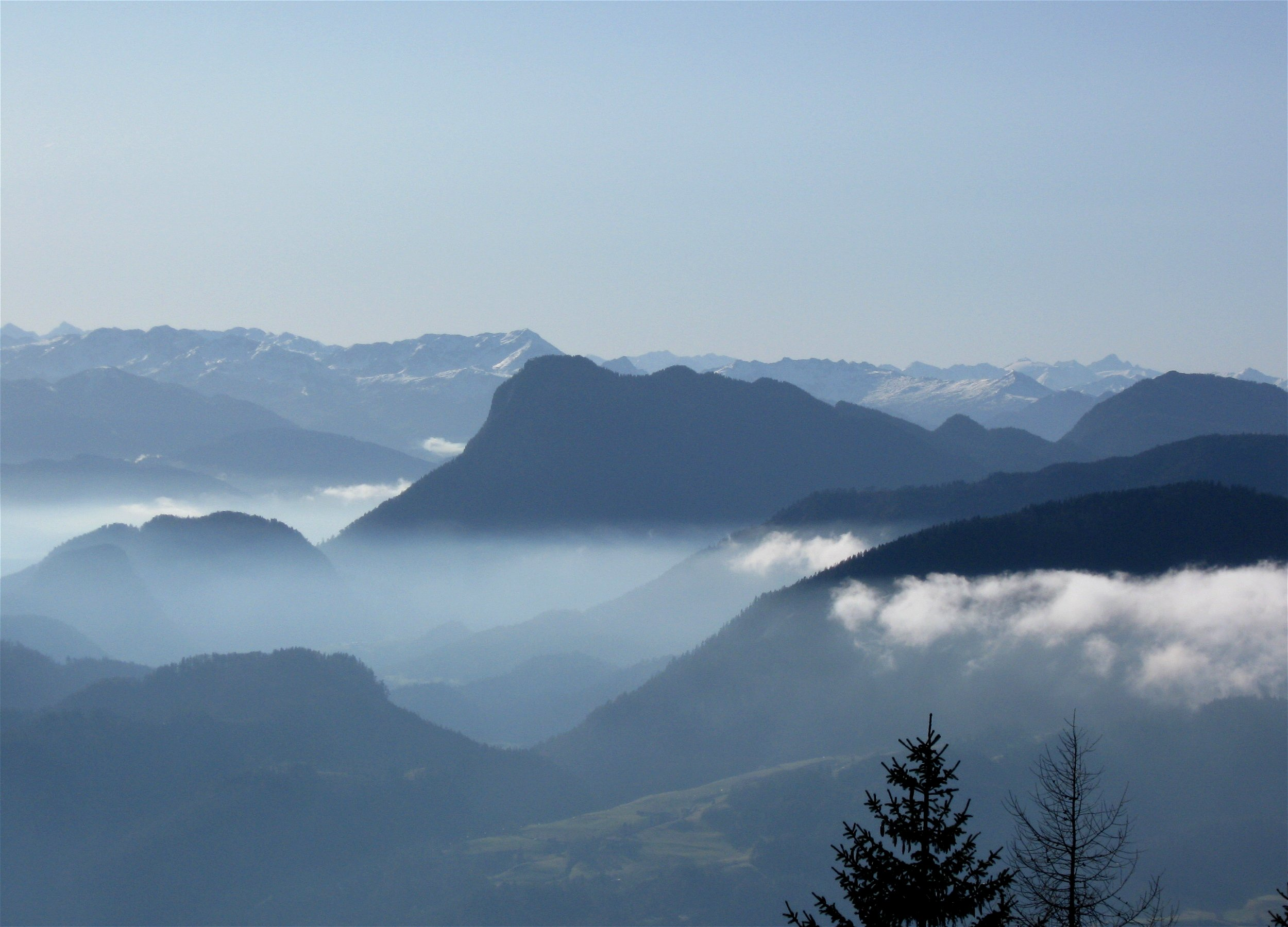
Pendling vom Kranzhorn aus gesehen
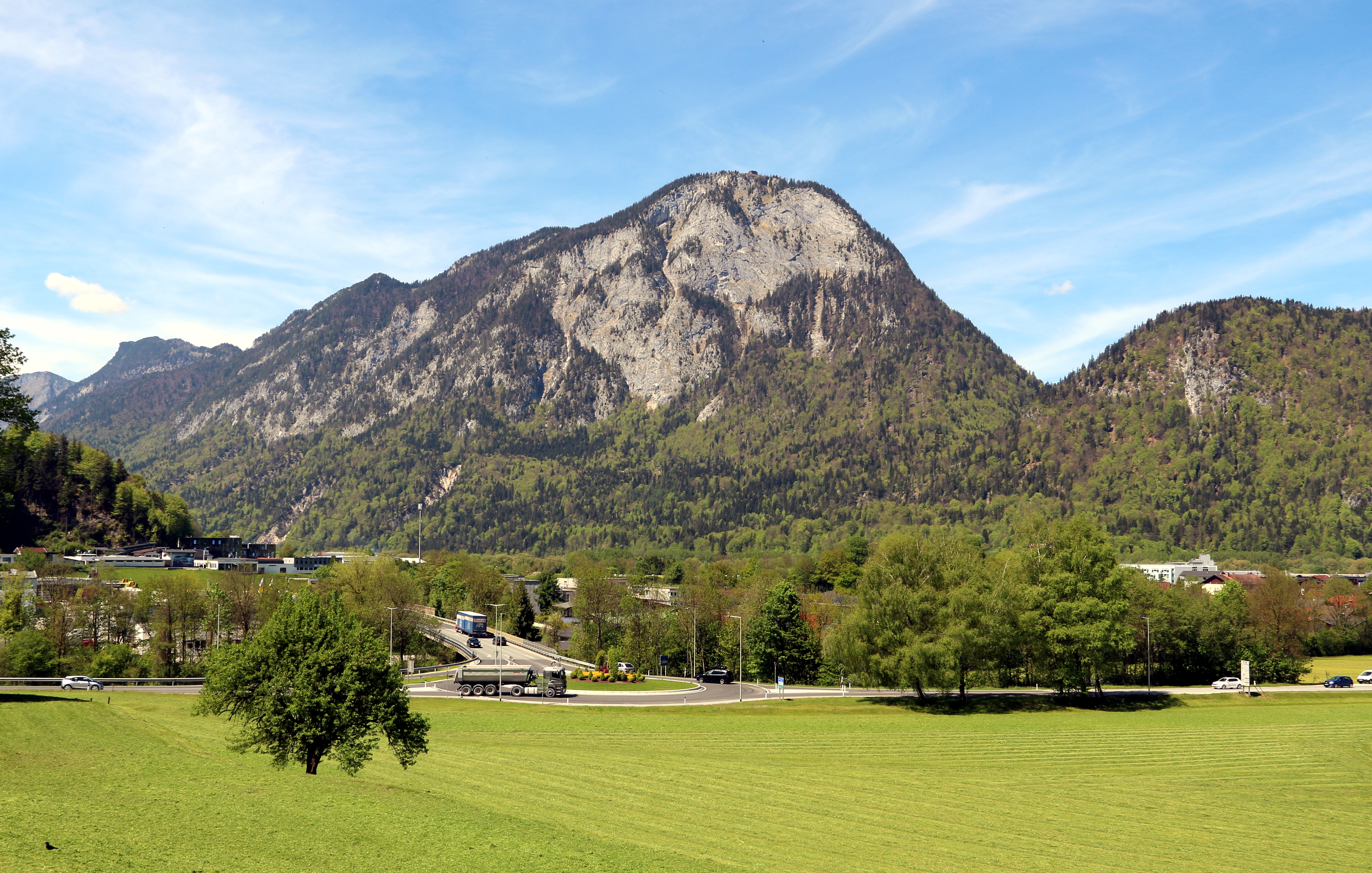
Pendling vom Süden Kufsteins aus gesehen